# Tom Lowe Shooting Grounds
Die Tom Lowe Shooting Grounds (früher: Wolf Creek Shooting Complex) ist eine Anlage für Sportschießen in der US-amerikanischen Metropole Atlanta im Bundesstaat Georgia.
Die Anlage wurde anlässlich der Olympischen Sommerspiele 1996 errichtet. Beim Bau des Komplexes spielten zwei Umweltthemen eine wichtige Rolle. Zum einen der Schutz des Feuchtgebiets vor Eingriffen oder Kontaminationen und Vermeidung von Komplikationen mit der benachbarten Mülldeponie. Zusätzlich zu den Schießständen wurde auch ein Schießplatz für das Wurfscheibenschießen erbaut. Nach den Spielen ging die Anlage in den Besitz des Fulton County über. Ab 2002 fanden Wettkämpfe des ISSF World Cups auf der Anlage statt.